# Giovanni Conti di Segni
Giovanni dei Conti di Segni (zm. 14 czerwca 1213) – włoski duchowny katolicki.

## Życiorys
Krewny papieża Innocentego III, który w 1200 roku mianował go kardynałem diakonem Santa Maria in Cosmedin. Kanclerz Świętego Kościoła Rzymskiego od grudnia 1205. Kardynał protodiakon od 1211.